# Gabriele Torelli
Gabriele Torelli (Napoli, 26 marzo 1849 – Napoli, 7 novembre 1931) è stato un matematico italiano.

## Biografia
Gabriele Torelli nacque a Napoli il 26 marzo 1849 dall’avvocato Baldassarre, Capo del dipartimento degli Affari ecclesiastici e poi segretario capo dell’amministrazione della cassa ecclesiastica, e da Caterina Mazzarelli. Lo zio paterno Eugenio Torelli Viollier fu importante giornalista nonché ideatore e cofondatore nel 1876 del Corriere della Sera, che diresse fino al 1898.
A Napoli fece privatamente gli studi secondari e fu allievo per la Matematica di Achille Sannia da cui apprese l’amore per questa disciplina e per la ricerca. 
Nel 1865 si iscrisse ai corsi dell’Università di Napoli dopo che il Sannia, chiuso il suo studio privato, era divenuto docente di geometria presso questo ateneo. Qui il Torelli fu allievo di altri due insigni matematici, Emanuele Fergola e Giuseppe Battaglini, che eserciteranno una notevole influenza su tutta la sua futura attività scientifica.
Laureatosi nel 1867 iniziò nel medesimo anno la sua carriera didattica vincendo un concorso bandito del Comune di Napoli e venendo nominato insegnante di matematica nella 2ª scuola tecnica municipale dove rimase fino al 1873, quando passò all’insegnamento nella Scuola Militare Nunziatella e nel Regio Istituto Tecnico.
Le occupazioni scolastiche di questi anni non gli impedirono di dedicarsi alacremente alla ricerca, di conseguire nel 1877 la libera docenza universitaria in geometria proiettiva e descrittiva e di divenire nel medesimo anno socio dell’Accademia Pontaniana.
Nel 1883, dopo aver rinunciato all’insegnamento nella scuola militare, venne nominato assistente alla cattedra di calcolo infinitesimale presso l’Università di Napoli dove rimarrà fino al 1891, accrescendo notevolmente la sua produzione scientifica con importanti contributi nel campo algebrico e dell’analisi infinitesimale, premiati dall’Accademia Nazionale Reale dei Lincei nei concorsi ministeriali del 1885-86 e 1887-88.
Nello stesso 1883 si sposò con Amalia Fergola, figlia del matematico e astronomo Emanuele, già suo docente all’università, dalla quale ebbe undici figli, sei nati a Napoli (Ruggiero, Manfredi, Filiberto, Pia, Quintino ed Eva) e cinque a Palermo (Ugo, Ester, Beatrice, Guido e Renato).
Il 1º dicembre 1891, a seguito di concorso, venne nominato professore straordinario di Algebra complementare presso l’Università di Palermo e quattro anni dopo, il 1º novembre 1896, conseguì la promozione ad ordinario passando alla cattedra di calcolo infinitesimale. A Palermo fu molto attivo anche all’interno del Circolo Matematico di cui era socio fin dal 1888 e di cui assunse anche la carica di presidente.
Nel periodo siciliano, che si protrasse fino al 1906, l’attività scientifica e didattica del Torelli fu varia e notevolissima. In particolare si segnala in questi anni la monografia Sulla totalità dei numeri primi fino ad un limite assegnato (1901), dedicata alla distribuzione analitica dei numeri primi che ebbe notevole risonanza all'epoca ma che, nel 1909, fu messa in ombra dalla monumentale opera di Edmund Landau Handbuch der Lehre von der Verteilung der Primzahlen. Il celebre matematico statunitense Leonard Eugene Dickson, nella sua opera in tre volumi History of the Theory of Numbers (1919) rese però merito al suo lavoro, citando come opere di riferimento sulla distribuzione dei numeri primi l'Handbuch di Landau e il contributo di Torelli.
Profondamente scosso per la scomparsa della figlia Ester a causa della meningite (1906), il 16 ottobre 1907 lasciò Palermo e si trasferì a Napoli, chiamato a succedere a Ernesto Cesàro nella cattedra di Analisi infinitesimale. Qui venne colpito poco dopo (7 gennaio 1908) dal lutto dell'improvvisa morte della moglie.
Al dolore causato dalle precedenti perdite si aggiunse quello per la prematura scomparsa del primogenito Ruggiero che richiamato alle armi allo scoppio della Grande Guerra morì per un malore improvviso a Monfalcone il 9 settembre 1915. In sua memoria istituì presso la Scuola Normale Superiore di Pisa (dove il figlio si laureò e fu insegnante di geometria proiettiva e descrittiva) il "Premio Torelli", da attribuire ad un giovane laureato in matematica. Il premio fu assegnato la prima volta nel 1920 a Giacomo Albanese e l'anno successivo a Giuseppe Tacchella. 
Socio della Reale Accademia delle scienze fisiche e matematiche di Napoli fin dal 1903, con il ritorno nella città natale il suo lavoro si concentrò nella cura della didattica e dell’insegnamento universitario - attitudine questa che gli consentì di pubblicare nel 1918 la monografia Lezioni di calcolo infinitesimale - non trascurando tuttavia la ricerca scientifica che anzi sviluppò, principalmente nel campo della Teoria dei numeri.
Collocato a riposo per raggiunti limiti di età nel 1924 Torelli continuò a tenere presso l’Università di Napoli corsi liberi di lezioni su argomenti speciali che non trovavano posto nei corsi ufficiali, rimanendo così molto attivo tanto nel campo didattico quanto in quello della ricerca.
Socio dell’Accademia delle Scienze di Torino e della Reale Accademia di Scienze, Lettere e Belle Arti di Palermo, morì a Napoli il 7 novembre 1931.

## Fondo personale
La sede di Matematica della Biblioteca di Scienze dell'Università di Firenze conserva un ampio carteggio (132 documenti) di Gabriele Torelli del periodo 1863-1929, donato a questa istituzione dalla figlia Beatrice.
Il fondo riordinato dal personale della biblioteca, probabilmente fra gli Anni Settanta e Ottanta del Novecento, risulta suddiviso in 36 fascicoli nominativi.

## Opere
Elenco di opere selezionate:

### Monografie
- Applicazioni della geometria elementare all'industria, Napoli, Tip. Ghio, 1869.
- Sei lezioni di geometria descrittiva : contenenti la risoluzione dei problemi fondamentali col metodo della projezione centrale, Napoli, B. Pellerano, 1877.
- Tre lezioni di geometria elementare, 3. ed. accresciuta di una nota sui numeri incommensurabili, Napoli, B. Pellerano, 1884.
- Lezioni di algebra complementare date nella R. Universita di Palermo, Palermo, Lit. Longo, 1896.
- Sulla totalità dei numeri primi fino a un limite assegnato, in Atti. Accademia delle Scienze Fisiche e Matematiche. Società Reale di Napoli, 2, vol. 11, Napoli, [s.n.], 1901.
- Lezioni di calcolo infinitesimale date nella r. Universita di Napoli, Napoli, Tip. dell'Accademia Reale delle Scienze Fis. e Mat., 1918.
- Lezioni di calcolo infinitesimale date nella r. Universita di Napoli, 2. ed. riv. e aum. di una raccolta di esercizi, Napoli, Tip. dell'Accademia Reale delle Scienze Fis. e Mat., 1921.

### Articoli
- Soluzione della questione 694 dei Nouvelles Annales, in Giornale di matematiche di Battaglini, 1, vol. 2, Napoli, Pellerano B., Del Gaudio S., 1864,  p. 191.
- Sulle funzioni simmetriche complete, in Giornale di matematiche di Battaglini, 1, vol. 5, Napoli, Pellerano B., Del Gaudio S., 1867,  pp. 110-120.
- Di alcuni integrali formati dagl'integrali ellittici e di qualche loro applicazione, in Giornale di matematiche di Battaglini, 1, vol. 11, Napoli, Pellerano B., Del Gaudio S., 1873,  pp. 17-37.
- Sopra alcune proprietà numeriche, in Giornale di matematiche di Battaglini, 1, vol. 16, Napoli, Pellerano B., Del Gaudio S., 1878,  pp. 152-167.
- Sui determinanti circolanti, in Rendiconto dell'Accademia delle Scienze Fisiche e Matematiche. Società Reale di Napoli, 1, vol. 21, Napoli, Società nazionale di scienze lettere ed arti, 1882,  pp. 83-91.
- Della trasformazione cubica di una forma binaria cubica, in Rendiconti del Circolo Matematico di Palermo, vol. 2, Palermo, Circolo Matematico di Palermo, 1888,  pp. 165-171.
- Sui determinanti di funzioni, in Rendiconti del Circolo Matematico di Palermo, vol. 7, Palermo, Circolo Matematico di Palermo, 1893,  pp. 75-84.
- Forme lineari alle differenze con fattori di primo grado commutabili, in Rendiconto dell'Accademia delle Scienze Fisiche e Matematiche. Società Reale di Napoli, 3, vol. 2, Napoli, Società nazionale di scienze lettere ed arti, 1896,  pp. 238-250.
- (FR) Sur quelques théorèmes de H. Poincaré sur les ideaux premiers, in Rendiconti del Circolo Matematico di Palermo, vol. 16, Palermo, Circolo Matematico di Palermo, 1902,  pp. 100-103.
- Sulla teoria del planimetro polare, in Rendiconto dell'Accademia delle Scienze Fisiche e Matematiche. Società Reale di Napoli, 3, vol. 14, Napoli, Società nazionale di scienze lettere ed arti, 1908,  pp. 212-217.
- Studio della funzione {\displaystyle \zeta (s)} di Riemann, in Rendiconto dell'Accademia delle Scienze Fisiche e Matematiche. Società Reale di Napoli, 3, vol. 19, Napoli, Società nazionale di scienze lettere ed arti, 1913,  pp. 212-216.
- Determinazione dei numeri primi nella progressione aritmetica, in Rendiconto dell'Accademia delle Scienze Fisiche e Matematiche. Società Reale di Napoli, 3, vol. 24, Napoli, Società nazionale di scienze lettere ed arti, 1918,  pp. 116-120.
- La facoltà Matematica di Napoli dal 1860 al 1875, in Atti dell'Accademia Pontaniana, vol. 53, Napoli, Accademia Pontaniana, 1923,  pp. 83-90.
- Sul numero delle decomposizioni di un numero pari nella somma di due numeri di un'assegnata successione di numeri dispari, in Rivista di Fisica, Matematica e Scienze Naturali, 2, vol. 1, Napoli, Istituto di Zoologia dell'Università, 1926,  pp. 14-27.
- Alcuni teoremi sui numeri primi, in Bollettino dell'Unione Matematica Italiana. Sezione Scientifica, vol. 5, Bologna, Zanichelli, 1927,  pp. 113-114.
- Sopra un teorema di Dirichlet relativo al simbolo di Jacobi, in Rendiconto dell'Accademia delle Scienze Fisiche e Matematiche. Società Reale di Napoli, 4, vol. 1, Napoli, Società nazionale di scienze lettere ed arti, 1931,  pp. 85-93.